# Saúl Fernández García
Saúl Fernández García, einfach Saúl, (* 9. April 1985 in Oviedo) ist ein spanischer Fußballspieler, der bei SD Ponferradina in der Segunda División spielt.

## Spielerkarriere

### Verein
Saúl Fernández begann seine Karriere als Fußballer bei der zweiten Mannschaft von FC Málaga. In der Abstiegssaison 2005/06 wurde er schließlich in die erste Elf befördert. Nach einem weiteren Jahr bei den Andalusiern in der Segunda División folgte zunächst erst einmal der sportliche Rückschritt, so dass sich Saúl 2007/08 bei Levante B wiederfand in der Segunda División. Schnell gelang es ihm den Italiener Gianni De Biasi von seinem Können zu überzeugen, so dass er schon einige Spiele in der ersten Mannschaft in Spaniens Elite-Klasse bestritten hat.